# برجا
برجا هي إحدى القرى اللبنانية من قرى قضاء الشوف في محافظة جبل لبنان يبلغ عدد سكانها 31500 نسمة تبعد بحوالي 30 كلم جنوب العاصمة بيروت.
ترتفع 310 م (1017.11 قدم - 339.016 يارد) عن سطح البحر وتمتد على مساحة 729 هكتاراً (7.29 كلم²- 2.81394 مي²). وهي إحدى قرى إقليم الخروب، تقع غربي قضاء الشوف، وترتفع عن سطحه بين 173 و405 أمتار. كلمة برجا مشتقة إما من اليونانية "Taparchia" وتعني العاصمة والقصبة ومركز المقاطعة، بنيت بيوتها المتلاصقة قرب نبع ماء غزير، على ثلاثة تلال

## برجا عبر التاريخ
استوطن هذه البلدة خليط من شعوب مختلفة، قاعدتها الأساسية بقايا كنعانيين(فينيقيين) وآراميين (سريان) وعناصر رومانيون

### العهد العربي
وما إن قامت الدولة العباسية، وتولى أبو جعفر المنصور الخلافة سنة 136-15 هـ /753-774 م، تابع، ما قام به معاوية بن ابي سفيان والي الشام14-60هـ/661-680م، فمر بحصون الساحل ومدنها وعمَرها، وبنى ما احتاج من البناء فيها، وأنزلها المقاتلة «وهم محاربون من بني بحتر التنوخيين والمعنيين»، نقلهم الخلفاء من بلاد الشام والجزيرة العربية وأسكنوهم الجبال والتلال المشرفة على بيروت وصيدا الساحليتين لحماية الثغور الإسلامية، ورد غارات الفرنجة الغزاة وكذلك فعل سلاطين الأيوبيين والمماليك والأتراك، فثبتوا الأمراء في إقطاعاتهم، مكافأة لهم لجهادهم ضد الغزاة، فازداد النشاط العمراني وأقيمت المزارع والقرى.(راجع الفيلم الوثائقي عن برجا إنتاج جمعية بيت التراث 2002 مسجل في إذاعة الشرق وبصوت الفنان جهاد الاطرش)
وقد ورد اسم برجا في مناشير وعهود أرسلت من القاهرة ودمشق، ألحقتها بالأمراء التنوخيين الأعوام 1160و1187و1193 و1257 ميلادية.
ومرت عهود شهدت البلدة وجوارها أنواعا من الحكم الأقطاعي منذ القرن الثالث الهجري (التاسع الميلادي)، وأمست، بعد الاحتلال التركي العثماني، سنة 1516 م، مسرحا للصراعات بين الاقطاعيين المتزاحمين على النفوذ وبين الولاة في دمشق وصيدا، الطامعين، تتقاذهم أهواؤهم وأ؛ قادهم فيما بينهم، أيام إمارتي المعنيين والشهابيين، في القرون الثلاثة الأخيرة، وتدخل الأوروبيين الاستعماريين في شؤون البلاد في عهدي القائمقاميتين والمتصرفية في جبل لبنان، كما ألحقت البلدة بإقطاعات آل جنبلاط وحمادة وآل نكد.
أما بني نكد فهم من قبيلة بني تغلب، من مُـتنصرة العرب، في الحجاز، ارتضوا بالإسلام دينا، وجاؤوا مع القائد عمرو بن العاص إلى فتح مصر ثم ساروا مع شبيب التغلبي إلى فتح شمال أفريقيا. ثم قدموا مع الفاطميين بعد قيام دولتهم في مصر إلى بلاد الشام عام 359هـ واعتنقوا المذهب الدرزي. وفي القرن الحادي عشر الميلادي نزحوا إلى البقاع إلى أن نقلهم الفاطميون إلى الثغور الساحلية لحمايتها من غارات الإفرنج... ثم انتقلوا إلى صيدا ومنها إلى القرى المجاورة لها وجعلوا من برجا قاعدة لتوسعهم حتى شمل نفوذهم القسم الشمالي الغربي من اقليم الخروب.

## الكهوف والمغاور والآثار
على مقربة من مدخل برجا الشمالي، والشمال الشرقي في خاصرتي الوادي وسفوحه تشاهد بضعة عشر كهفا، ومغاور مدفنية محفورة في الشواهق الصخرية فيها نواويس متباينة المقاييس، تشكل مع ما حولها من المغاور المحطمة أو المطمورة بالتراب، تعود إلى العصر الحجري الحديث. فالرسوم والنقوش الباقية على مدخل بعض المغاور، والأواني التي عثر عليها، حين حفرت ركائز بيوت حديثة، هي بقايا أقوام تعاقبت على هذه المنطقة، كشعوب بلاد الرافدين والفرس واليونان والرومان والبيزنطيين.
ولدى زيارة بعثة رينان الفرنسية إلى فينقيا سنة 1863 قدمت إلى البلدة وأطلقت على ما شاهدته «المدينة المدفنية» Necropole واصطحبت إلى القنصلية الفرنسية في بيروت، آنذاك، نصبا عليه كتابة يونانية «خورستوس الشريف سلام، رحل قبل أوانه، عاش 27 سنة، مات سنة 228 في العشرين من شهر ذايسويس» وهي تسمى، «قصر بو حنين» نسبة إلى صاحب الأرض.
أما قلعة النواويس بجوار مبنى الثانوية، المطلة على وادي المعنية سبلين والتي تسمى خطأ أجران الدبس، فهي نواويس، أي قبور كهنة فينيقيين أو غيرهم من الشعوب الوثنية، محفورة في كتل صخرية، بعمق لا يزيد على 40 سم، في تلك الهضبة العالية، تقربا من الآلهة. وكانت تلك النواويس تحفر بعيدا عن المساكن ومقابر افراد الرعية الذين كانوا يدفنون في مغاور هي مدافن، بالقرب من السواقي والوديان في البلدة العتيقة، بعمق بضعة امتار بحيث سطح الأرض، تتسع كل منها لبضعة نواويس محفورة طولية في جوران المغارة المدفن من ثلاث جهات، كالتي اكتشفت مؤخرا، غربي طريق الديماس-المسقى
وقد عثر فيها على جرار فخارية وبقايا عظام بشرية ومنحوتة صغيرة تمثل نحلة وعنقود عنب دلالة على الخصب والنماء. كما عثر من قبل في إحدى المقابر القريبة على فخاريات وكؤوس زجاجية. ومن الآثار الحديثة مسجد قديم 11 بني، على الأرجح، في عهد الأمير فخر الدين المعني الثاني (1572- 1635) وابنية ذات اقواس وقناطر ونصف دائرية واعمدة رخامية ونوافذ زجاجية مستديرة ملونة من العهد التركي العثماني، وضريح مجهول التاريخ لأحد الأولياء الصالحين، وكان مزارا، ومغاور عديدة في جنات الوديان وسفوح الروابي، هي مساكن كان يأوي إليها الأقدمون في فصل الشتاء. اما في الصيف فكانوا يبتون في اكواخ يبنونها من جذوع الأشجار وأغصانها. ولعله من غير المصادفة ان تطل تلك الشواهق الصخرية وكهوفها ومغاورها، من فوق ذلك الوادي الحصين، على مدينة «بورفيريون» البيزنطية المكتشفة حديثا، على ساحل البحر، في قرية الجية القريبة.(راجع ربورتاج معالم برجا الأثرية) فيلم من إنتاج جمعية بيت التراث برجا
وأبرز المواقع الأْثرية الدينية في برجا الشوف هو جامع برجا الكبير والذي يعد من أْقدم المساجد في جبل لبنان (أْنظر موقع بلدة برجا) www.ebarja.com التابع لجامع برجا الكبير.

## الزراعة
في البدء كانت البلدة دسكرة أو مزرعة يربى اهلها الماشية والدواجن ودود الحرير، ويعملون في الأرض، اما الزراعات فبعلية، ابرزها الزيتون والتوت والخروب القليل من اشجار الفاكهة والخضار. نشطت هذه الزراعات في القرن التاسع عشر، فكانت حاصلات البلدة 12 من الشرانق 1600 اوقية ومن الزيت 150 قنطارا ومن الحيوانات الداجنة 960 وزيتها معروف بجودته ونقاوته، وفيها مجلس بلدي (كوميسيون) من ثمانية أعضاء، وسوق يوم الأربعاء الاسبوعي، ولم تكن زراعة الخضار رائجة، لفقر التربة وقلة المياه. نمت الزراعات الصناعية واشجار اللوز والكرمة والتين في النصف الأول من القرن الماضي; ثم تراجع الإنتاج تدريجيا، نتيجة حاجات النمو السكاني ومتطلبات العصر، فهجر المزارع والحرفي عمله لمواجهة أزمات ارتفاع مستوى المعيشة بعد الحرب العالمية الثانية، فاندفع الاباء بالأبناء إلى معاهد العلم وميادين العمل، في الوظائف والخدمات والحرف المختلفة، واجتاحت العمارات السكنية الأراضي الزراعية، وباتت البلدة اليوم تلبس مما لا تنسج وتأكل مما لا تزرع، عدا إنتاج عدة اطنان من زيت الزيتون الفاخر. ونشطت في البلدة حرفة تربية النحل في النصف الثاني من القرن العشرين، لكنها بلغت ذروة نشاطها في الربع الأخير منه. ففي البلدة اليوم سبعة وخمسون نحالا يملكون حوالي 600 خلية، عشرة منهم تقريبا يملكون 250 خلية والباقون يملكون الخلايا الباقيات. ولا يقل إنتاج العسل السنوي عن 2000 كلغ يتم تصريفها في البلدة وخارجها، ولكن كمية العسل تظل رهينة الظروف المناخية والطبيعية والصحية العائدة لخلايا النحل نفسها. اما مصادر خلايا النحل وتجهيزاتها فعديدة، نذكر منها بيروت وصيدا وصور وتعاونية الغازية في الجنوب، وفي الإقليم اليوم تعاونية ترعى شؤون هذه الحرفة الناهضة.

## حياكة المنسوجات
راجت حياكة المنسوجات الحريرية في منطقة الشوف القريبة من بيروت وصيدا أيام الأمير فخر الدين المعني الثاني في القرن السابع عشر، واشتهرت بإنتاج الشرانق والحرير الأصفر. وبعد مقتل الأمير المذكور ارهق الاتراك العثمانيون الاهالي بالضرائب، فتراجع إنتاج الشرانق والحرير. ثم نمت زراعة التوت ونشط الإنتاج في القرن التاسع عشر إلى ان قضي عليه نهائيا في الحرب العالمية الأولى. لكن عمال النسيج في البلدة، استمروا بشراء الخيوط الحريرية والقطنية الأوروبية المستوردة، في ما بين الحربين العالمتين، ولم يقل عدد الانوال العربية عن الستين، فغزا النسيج البرجاوي الحريري والقطني المتنوع السوق اللبنانية، ومن قبل أسواق سورية وفلسطين، محمولا على البغال أو بحرا بالمراكب الشراعية، من مينائي النبي يونس في قرية الجية القريبة، والسعديات قرب قرية الدامور على بعد بضعة كيلومترات. ثم اصاب الحرفة الكساد والتقهقر، إلى ان اختفت، بتوقف آخر عامل نسيج عن العمل في السبعينات من هذا القرن، فأدرك الاهالي النهاية المحزنة التي آلت إليها حرفة النسيج الفولكلورية العريقة. ولا تزال المداخن المطفأة المنتصبة فوق الكراخين (معامل حل الشرانق) المغلقة في بلدة الدامور، على ساحل البحر أو في قرى الشوف، شهودا على صناعة الحرير، عصب الحياة الاقتصادية في لبنان والبلدة آجالا طوالا. ((وللإطلاح على تاريخ برجا الاجتماعي والسياسي وحركة العادات والتقاليد لا بد من العودة إلى مجلة برجا التراث التي تصدرها جمعية بيت التراث وتعد هذه المجلة هي المرجع لكل باحث عن تاريخ برجا والموثقة بأمانة لانها كتبت باقلام ومشاركة مجموعة من النخب البرجاوية المشهود لها بالمصداقية والمعرفة)). (أنظر كتاب الحياكة البرجاوية، وهو كتاب شامل عن هذه الحرفة العتيقة في برجا الشوف لمؤلفه الشيخ جمال بشاشة).

## السكّان والناخبون والسلطات المحلّية
يبلغ عدد السكّان المسجّلين في برجا في الانتخابات الأخيرة عام ألفين وعشرة، 17800 ناخب و11380 مقترع.
يوجد في البلدة مجلس بلدي مؤلف من 18 عضوا، بالإضافة إلى 8 مخاتير ومجلس اختياري.

## مكتبات برجا
1. مكتبة دار الرقي.
2. مكتبة النادي الثقافي.
3. مكتبات علوم الإسلام.
4. المكتبة العامة لبلدية برجا
5. مكتبة خالد غطاس